# Рана, Муджахид Али
Муджахид Али Рана (англ. Mujahid Ali Rana, 6 сентября 1970) — пакистанский хоккеист (хоккей на траве), защитник. Бронзовый призёр летних Олимпийских игр 1992 года, участник летних Олимпийских игр 1996 года, чемпион летних Азиатских игр 1990 года.

## Биография
Муджахид Али Рана родился 6 сентября 1970 года.
В 1990 году завоевал золотую медаль хоккейного турнира летних Азиатских игр в Пекине.
В 1992 году вошёл в состав сборной Пакистана по хоккею на траве на летних Олимпийских играх в Барселоне и завоевал бронзовую медаль. Играл на позиции защитника, провёл 7 матчей, мячей не забивал.
В 1996 году вошёл в состав сборной Пакистана по хоккею на траве на летних Олимпийских играх в Атланте, занявшей 6-е место. Играл на позиции защитника, провёл 6 матчей, мячей не забивал.
В 1987—1996 годах провёл за сборную Пакистана 158 матчей, забил 14 мячей.